# Festő pipitér
A festő pipitér (Anthemis tinctoria) az őszirózsafélék (Asteraceae) családjának őszirózsaformák alcsaládjába tartozó növényfaj.

## Származása, elterjedése
Európában és Nyugat-Ázsiában honos, így hazánkban is. Észak felé egészen Skandináviáig hatol. Angliába és az Egyesült Államokba úgy hurcolták be.

## Felépítése, megjelenése
Bokrosan növekedő, többnyire 20–50 cm magas, ritkábban akár 60–70 cm-re is megnövő, gyengén szőrös szárú gyomnövény.
Szárnyasan osztott lomblevelei elliptikusak, többnyire ülők, gyéren szőrösek, a fonákjuk szürkészöld. A szeletek lándzsásak, előre néző fogakkal.
Virágzata hosszú kocsányon fejlődő, mintegy 3 cm széles, magányos fészkekből áll. A vacok félgömb alakú, a pelyvalevelek lándzsásak, a fészekpikkelyek nemezesen szőrösek. A 12–25, aranysárga nyelves virág legfeljebb 10 mm hosszú. A csöves virágok hímnősek, öt összeforrt sziromlevéllel – porzólevelük is öt van. A magház alsó állású.
A 2–4 mm hosszú kaszattermések kopaszok, mindkét oldalukon 5–7 hosszanti bordával.

## Életmódja, termőhelye
Kétéves vagy évelő.
Fénykedvelő pionír növény. Hazánk domb- és hegyvidékein leginkább száraz réteken, szántóföldeken, utak mentén, töltéseken, rézsűkön nő. A száraz, nyáron meleg, humuszban szegény, sekély rétegű, homokos vagy köves talajokon is jól fejlődik. Az agyagos, kötött talajon nem él meg. A szárazságot jól tűri. Árnyékos helyen nem él meg, a sós tengerparti levegőt jól viseli.
Júniustól egészen augusztusig virágzik; öntermékeny, rovarok porozzák be. Magvai augusztustól szeptemberig érnek be.

## Felhasználása
Régebben festőnövénynek használták (timsóval pácolt virágaiból sárga festéket nyertek); újabban sziklakertekbe ültetik.
A népi gyógyászatban korlátozottan terjedt el:
- a magvaiból készült olajjal Észak-Amerikában fülbetegséget, süketséget kezeltek;
- a zöld növényi részek hatóanyagai gyulladáscsökkentők és serkentik a havi vérzést.

## Gondozása
A téli hideg beállta előtt célszerű a tövét visszavágni, majd faforgáccsal vagy falevelekkel betakarni, mert kissé fagyérzékeny.